# Enver Hoxha
Enver Hoxha, pronunciat [ɛnˈvɛɾ ˈhɔdʒa], (Gjirokastër, Albània, 16 d'octubre de 1908 - Tirana, 11 d'abril de 1985), fou un polític i dictador albanès.

## Biografia

### Joventut

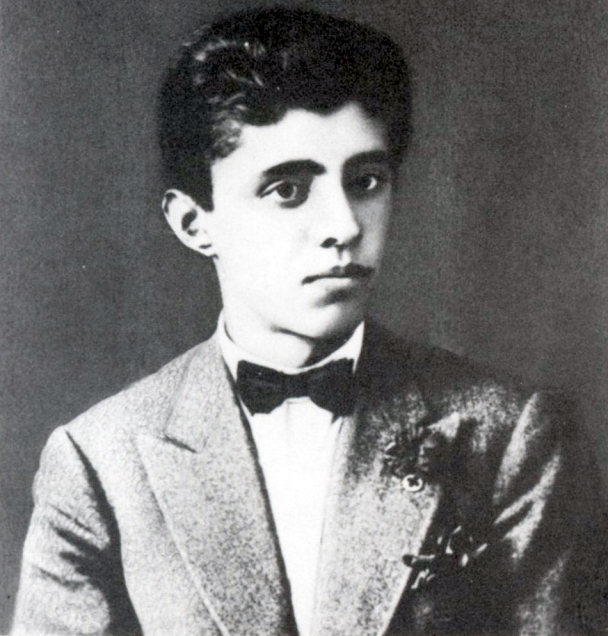
Enver Hoxha als 18 anys.

Enver Hoxha va néixer a Gjirokastër l'octubre de 1908, una ciutat de l'Albania meridional (de l'Imperi Otomà), en una família musulmana vinculada a l'ordre dels Betktashi. Encara hi ha incertituds sobre els seus orígens. Alguns, com l'escriptor Ismaïl Kadaré, afirmen que la seva família no era gaire famosa a Gjirokaster i que el clan Hoxha seria el de petits propietaris de terres. Altres, com Kristo Frashëri, afirmen que la seva família era especialitzada en els préstecs d'usura. El seu pare, Halil Hoxha, presentat per la propaganda com un petit empleat, es troba als Estats Units i deixa a seu germà Hysen la cura de criar els seus fills. Enver té tres germanes i un germà.
Va estudiar del 1923 al 1927 a l'institut francès de Gjirokastër i després al de Korçë fins al 1930.
El 1930 obté una beca estatal per estudiar ciències naturals a la Universitat de Montpeller. A causa dels resultats universitaris, la seva beca va ser suspesa el 1933. Va abandonar les seves estudis i va anar a París, on va estar amb els comunistes francesos i albanesos a l'exili. Admira especialment Marcel Cachin, el nom d'una avinguda de Tirana. Escriu alguns articles a L'Humanité a França, denunciant el règim monàrquic albanès de Zogú I d'Albània. L'any següent es converteix en secretari especial del consul albanès a Brussel·les. Va seguir cursos de dret a la Universitat Lliure de Brussel·les, de nou sense obtenir un títol universitari.
Va tornar a Àlbania el 1936, va ensenyar a Tirana i després a l'escola secundària francesa de Korçë. Va ser encarregat per Xavier de Courville, director del liceu i membre de l'Acció Francesa, de donar els cursos de moral.
El 28 de novembre de 1939, Hoxha va participar en la celebració del Dia de la Independència a Korça, que va prendre l'aspecte d'una manifestació antifeixista. Això li val ser exclòs dels marcs de la instrucció pública. Aquest esdeveniment es pot veure com l'inici real de la carrera política d'Enver Hoxha. Després va marxar a Tirana i es va convertir en gerent del bistrot La Flora, encara que la propaganda només especificarà que va ser comerciant.

### Segona Guerra Mundial i dirigisme (1939-1945)

#### Anys de resistència

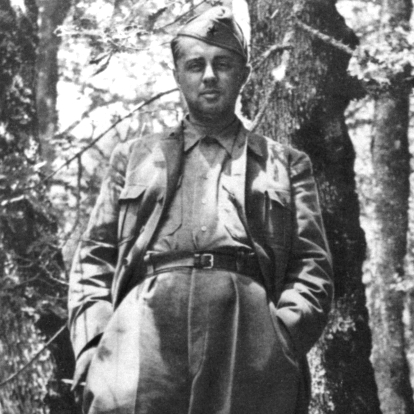
Hoxha amb indumentària de partisà.

Va participar en l'oposició a Zogú I d'Albània i a la invasió italiana del 7 d'abril de 1939.
Hoxha va ingressar al grup comunista Puna, quan la majoria dels grups socialistes albanesos s'unien sota el patrocini de Belgrad per a formar el Partit Comunista d'Albània. En la resistència, va intervenir activament en la formació del Front d'Alliberament Nacional d'Albània del que fou el seu primer comissari polític.
A partir de la Invasió italiana d'Albània l'any 1939, Enver Hoxha pretén organitzar la resistència. Aleshores, es va oposar als comunistes que rebutjaven una aliança amb la burgesia progressista, els nacionalistes i els intel·lectuals. De fet, vol seguir una política de Front popular com el va veure funcionant a França.
Hoxha no té la mateixa visió del comunisme que els marxistes, no veu la revolució a través d'un proletariat que arriba. Si vol una revolució social, vol que vagi combinada amb una revolució nacional que faci del seu país una nació moderna. Com a tal, és tant un comunista estalinista com un emulador de Mustafa Kemal Atatürk, com Zogú I d'Albània. Aleshores Hoxha lluita contra el grup comunista de Shkodër, que considera que el comunisme no és una necessitat històrica sinó el producte de influències estrangeres, o fins i tot el Grup de joves, un grup comunista amb certa influència a Tirana, que afirma que la invasió italiana accelerarà la modernització d'Albània i, a més, el naixement d'un proletariat. Aquests dos grups coincideixen que la pagesia, que representa el 90 % de la població, és ignorant i reaccionària. No obstant això, en l'esperit de Hoxha, comunisme i nacionalisme es barregen estretament i cal unir l'Albània profunda a la causa.
Després de l'ocupació del país fou despatxat del treball i l'organització comunista de Korça el va enviar a Tirana, que al cap de poc temps va esdevenir un centre important del moviment comunista i antifeixista. El 1941 va ser un dels fundadors del Partit del Treball d'Albània i un dels dirigents de la resistència a l'ocupació d'Albània per part de la Itàlia feixista i del Tercer Reich.
No va ser fins al 30 de juliol de 1941, quan Stalin va ordenar lluitar contra Alemanya, que Hoxha va poder unir tota la resistència sota la bandera comunista. Això va requerir fundar un únic partit comunista. A Tirana, del 8 al 14 de novembre de 1941, representants dels grups comunistes de Korçë, Shkodër i els joves van escollir un comitè de set membres presidit per Hoxha. Aquesta unificació va ser assegurada per dos militants iugoslaus, que van imposar el model titoista al Partit Comunista d'Albània. En pocs mesos, Hoxha va assegurar la fusió dels grups comunistes en un únic partit i després va coordinar la repressió contra els elements fraccionats. L'URSS va reconèixer el partit més tard, el setembre de 1942.
L'experiència d'Hoxha li permet fer marxa enrere i imposar als comunistes com a principal força de resistència. Endurit per les lluites internes, pot confiar en el seu partit i els seus equips molt units per una ideologia revolucionària i inserits en una barreja d'infraestructures àmplia i ramificada, cèl·lules comunistes de poble i urbanes.
La política d'unificació de la resistència dona els seus fruits, com ho demostra la conferència de Peza del 16 de setembre de 1942, que permet als comunistes prendre el lideratge del Front d'Alliberament Nacional, en què van participar grups del nord i monàrquics. Uns mesos més tard, els republicans, prooccidentals i antimonàrquics, van fundar el Front Nacional, que és un competidor. Un dels cosins d'Hoxha, Nexhat Peshkepia, així com el seu propi cunyat, Bahri Omari, s'hi van adherir abans de participar en el govern albanès sota tutela alemanya.
En un principi, Hoxha busca unir els dos moviments. Els dies 1 i 2 d'agost de agost de 1943, pocs dies després de la caiguda de Mussolini, va delegar a un dels seus homes de confiança per participar prop de Krujë en la constitució d'un Comitè de Seguretat Pública, en igualtat de condicions que els membres del Front Nacional. L'acord està lligat, i fins i tot es preveu formar un govern provisional que probablement és reconegut pels britànics. Però l'acord s'enfonsa per culpa dels homes de Tito. Obertament assessorant Hoxha en qüestions de tàctica, i mediadors en les relacions amb els soviètics, la seva missió era en realitat facilitar la integració de l'Albània a la nova Iugoslàvia. Així, s'esforcen per evitar que Kosovo se'ls escapi. Per això, i sense admetre-ho, es mostren més aviat reticents a unificar les forces de resistència que limitarien la seva influència. Declarant que l'Acord de Krujë comporta danys als interessos del poble i de la pàtria, Hoxha, molt ansiós aleshores per no desagradar el seu únic protector, desautoritza la seva delegació i renuncia a l'acord. Aleshores va començar una lluita despietada entre els comunistes del Front d'Alliberament Nacional i els republicans del Front Nacional. Això es va intensificar encara més el maig de 1944, quan el Front Nacional es va aliar amb els caps dels grups del Nord per oposar-se millor als comunistes.
Els grups partisans comunistes albanesos i iugoslaus són supervisats i entrenats per instructors militars britànics pertanyents a l'Executiu d'Operacions Especials(SOE).

#### Presa del poder
Amb la retirada de la Wehrmacht, el FLN va tenir via lliure per transformar-se el maig de 1944 en un govern provisional. Un Consell d'Alliberament Nacional antifeixista va ser organitzat i presidit pel Dr. Nishani, company de viatge del Partit Comunista. Hoxha, llavors secretari general del partit, va ser nomenat director del comitè executiu de tretze membres elegit pel Consell. El comitè va decretar que totes les organitzacions que no pertanyen al FLN són il·legals. Zogú I d'Albània, aleshores a Gran Bretanya, queda prohibit.
Albània va entrant en una nova fase de conflicte on la guerra s'afegeix a la guerra civil. Els comunistes, preponderants al Sud gràcies al veïnat dels comunistes grecs, van guanyant terreny progressivament sobre els seus enemics reialistes. El 9 de setembre, els britànics van tornar a embarcar els oficials d'enllaç destituïts per Hoxha. Abaz Kupi, un monàrquic, va ser evacuat. A l'octubre, Vlorë, Fiër i Korçë són controlats pels partisans. El dia 22, a Berat, el Comitè d'Alliberament Antifeixista es va transformar en Govern Democràtic d'Albània del qual Hoxha és president i ministre de defensa. Amb la presa de la capital Tirana el 17 de novembre de 1944, els comunistes es van afirmar com a amos del territori. Albània va ser alliberada sense recórrer a l'exèrcit.
El 29 de novembre de 1944 tota Albània estava alliberada dels invasors. El mes següent van ser nacionalitzades les mines, els bancs i les empreses estrangeres i es va establir un control estatal i obrer sobre la producció, alhora que es van multiplicar les cooperatives de consum. L'agost de 1945 va començar la reforma agrària.
Poc després de l'alliberament, es va casar amb Nexhmije Xhuglini, una figura del Partit Comunista. Van tenir tres fills, dos nois, Ilir Hoxha i Sokol, i una noia, Pranvera.

### Els primers dies de la república (1945-1950)

#### Inici del regnat
Després de la victòria en la Segona Guerra Mundial, Enver Hoxha va consolidar govern provisional i va ser nomenat Primer Ministre d'Albània, aconseguint instaurar un govern leninista. L'11 de gener de 1946 va ser proclamada per una Assemblea Constituent la República Popular d'Albània.
El desembre 1945 les eleccions manipulades van donar al Front Democràtic, liderat pels comunistes, el 93 % dels vots. El gener de 1946, l'Assemblea Constituent va proclamar Albània República Popular. El Partit Comunista triomfa a primera vista, però està fortament dividit. Hoxha, mestre de la fracció intel·lectual del partit que vol la independència, s'oposa a la fracció obrera que volia unir-se a Iugoslàvia. Són els proiugoslaus els que s'imposen amb la victòria sobre els nazis. Koçi Xoxe, home de confiança de Belgrad i ministre de l'Interior, esdevé amo d'Albània en detriment d'Hoxha que es veu desposseït del poder. Va quedar encara més amenaçat quan Xoxe va començar a prohibir els comunistes.
Tot i que Hoxha frena la fusió dels dos països, Albània encara es converteix en la setena república iugoslava i es signa un pacte d'assistència entre els dos estats. Va demanar sense èxit ser rebut per Stalin el juliol 1947. No li agrada Moscou. Mólotov ho descriu així: «És molt culte, però sentim les influències occidentals en la seva educació». Stalin és més explícit, per a ell Hoxha és «un petit burgès massa inclinat al nacionalisme». Stalin, que menysprea els pobles petits, descriu els albanesos com «endarrerits» i «primitius». Albània ni tan sols és convidada quan es crea el Kominform el 1947. Stalin no sap res d'Albània i vol que s'uneixi a Iugoslàvia.
La ruptura entre l'URSS i Iugoslàvia el 1948 és el miracle que salva Hoxha. És el primer líder dels països orientals a denunciar el titisme, denunciant el que ell anomena mariscal de traïdors. Va expulsar tots els tècnics iugoslaus, va denunciar els acords entre els dos països i va atacar els seus adversaris polítics. Els membres de la fracció obrera del partit s'han convertit en revisionistes que el clan Hoxha, en particular la seva mà dreta Shehu, liquida implacablement. Koçi Xoxe és expulsat del partit, jutjat per alta traïció i afusellat. El primer congrés del partit el novembre 1948 va restaurar l'autoritat d'Hoxha. El Partit Comunista Albanès esdevé el Partit Laborista.

#### Fracàs del putsch
Els britànics i els nord-americans acordaren l'any 1949 dur a terme una operació conjunta, coneguda com el projecte Valuable, destinada a desestabilitzar el règim comunista. Els dos governs estan preocupats per una expansió comunista cap a l'oest i, per contenir-la, trien Albània com a objectiu. Reben el suport tàcit de Tito que fins i tot permet que els comandos de refugiats albanesos s'infiltrin a Albània des del territori iugoslau. De fet, les relacions entre els germans enfrontats estan en mínims històrics, i Tito està en deute amb els britànics per la seva presa del poder, gràcies a la missió SOE de Fitzroy Maclean.
El projecte Valuable va acabar l'abril de 1954 amb un judici a Tirana, seguit d'una campanya de terror a tot el territori albanès (diversos milers d'execucions per a una població de menys de dos milions de persones).
Com a oficial d'enllaç entre l'MI6 i la CIA del 1949 al 1951, Kim Philby va contribuir en gran manera al sabotatge de les missions a Albània. Va advertir els assessors soviètics dels primers desembarcaments (octubre de 1949), els passos fronterers (estiu de 1950) i els primers llançaments de paracaigudes de la CIA (novembre de 1950). La insuficiència de les precaucions preses pels immigrants il·legals albanesos i les rivalitats entre els grups d'immigrants són degudament explotades pels Sigurimi (els serveis secrets albanesos de l'època).

### Regnat personal d'Enver Hoxha (1950–1985)

#### Política interior
Admirador incondicional de Stalin, Hoxha utilitza els mateixos mètodes per mantenir-se al poder; el Sigurimi, o l'equivalent del KGB, constitueix una xarxa interna d'espionatge molt eficient i formidable; una desena part de la població, considerada sospitosa, està internada en camps; 170 dirigents del Partit van ser liquidats i un albanès de cada tres va haver de tractar un dia o altre amb la policia política.
El 1951 els líders del partit van detenir 22 persones acusades d'atacar l'ambaixada soviètica a Tirana, que van ser executades sense judici. En realitat, l'acusació resultarà infundada i les víctimes seran declarades innocents el 1991. Entre ells hi ha la biòloga Sabiha Kasimati, antiga companya de classe d'Hoxha.
El 1967, Hoxha va proclamar Albània el primer estat ateu del món i va ordenar el tancament immediat de les 2.000 mesquites i esglésies encara obertes, prohibint qualsevol forma de pràctica religiosa; la celebració de la Quaresma i del Ramadà estava prohibida sota pena de presó. El 1991 només quedaven trenta sacerdots catòlics a Albània, tots empresonats, enfront dels més de 3 000 el 1944.
El règim d'Enver Hoxha afirma perseguir una "revolucionaria" constant de la societat inspirada en principis marxistes-leninistes genuïns — en oposició al suposat revisionisme soviètic — per tal de trencar els privilegis de classe. Com a resultat, els diferencials salarials es redueixen notablement, s'abolien els graus militars i els treballadors intel·lectuals es veuen obligats, un mes a l'any, a realitzar una pràctica amb treballadors manuals.

#### Política exterior
Aleshores ocupà els càrrecs de primer ministre (1944-54), ministre d'afers exteriors (1946-53) i primer secretari del polit-buró del comitè central del partit des del 1954, de manera que fou l'home fort del país fins a la seva mort. En política interior realitzà diverses purgues per mantenir la puresa ideològica i eliminar tota oposició en els anys 1948, 1956, 1974, 1981. En política exterior trencà amb Iugoslàvia (1948) i amb l'URSS (1960), sortí del pacte de Varsòvia (1968) i intensificà les relacions amb la Xina, però se'n distancià el 1978. El 1981 va protagonitzar un fosc incident que provocà la mort de Mehmet Shehu, el seu possible successor, i el 1982 destituí el president Haxhi Lleshi, tot ocupant el poder absolut, però va morir poc després.

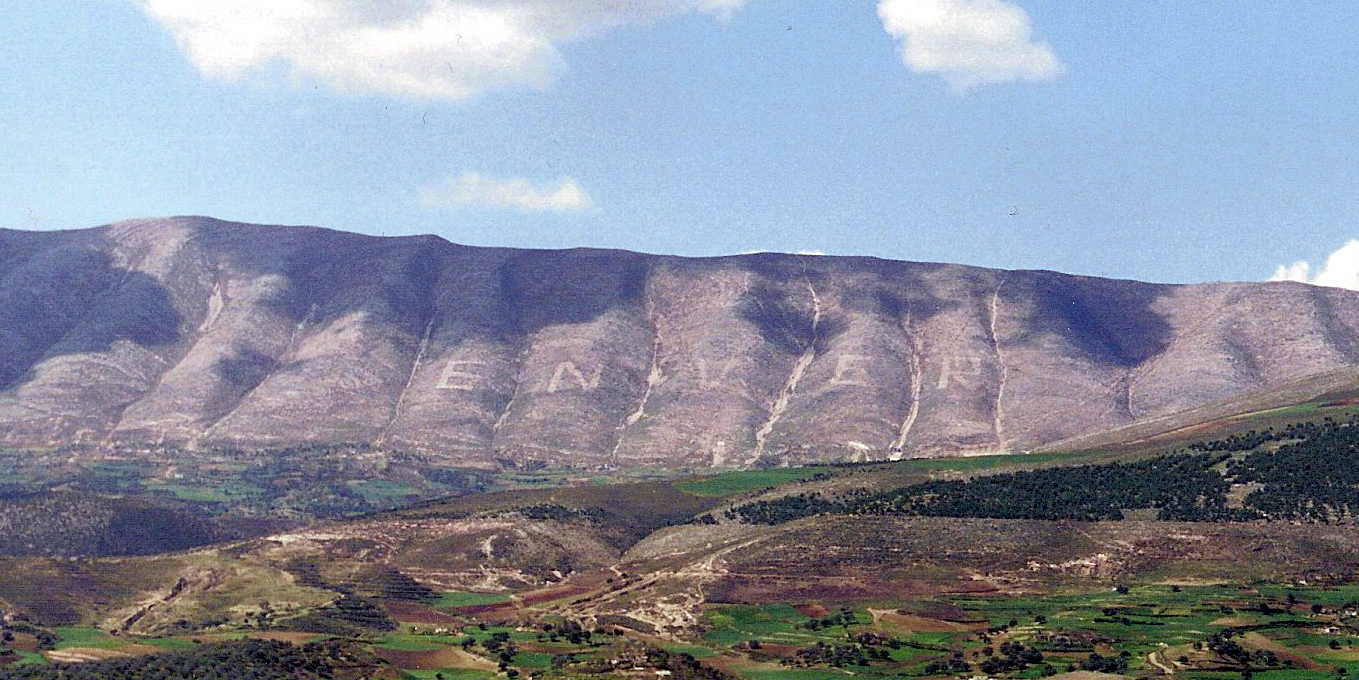
Mont Shpiragut amb la inscripció « ENVER » vist des de Berat; des de llavors, la inscripció s'ha canviat a "MAI".

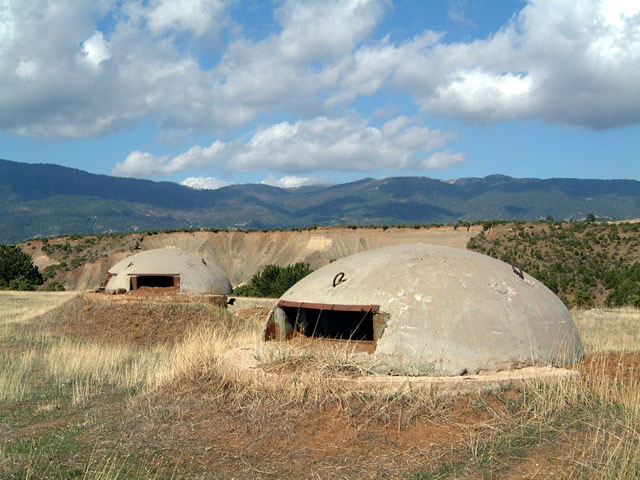
Més de mig milió de búnquers es van construir durant el regnat d'Enver Hoxha per evitar la invasió estrangera.

El 1956, tres anys després de la mort de Stalin, Nikita Khrushchev va defensar la desestalinització. La ruptura es va consumar aviat entre Albània i la URSS: durant la conferència mundial de vuitanta-un PC, el 1960, Hoxha va denunciar el no lliurament de blat a Albània i declara des de la tribuna: 
| « | Les rates soviètiques s'alimenten, mentre el poble albanès mor de fam | » |

 provocant un escàndol enorme ; el febrer de 1961, durant el IV Congrés del Partit Laborista, Hoxha va atacar violentament la direcció del PCUS, fet que va provocar l'expulsió de l'agregat militar albanès de l'URSS; el PC albanès va estar absent del XXII Congrés del PCUS, reunit a Moscou uns mesos després. Aleshores, Hoxha procedeix a una severa purga sagnant dins de l'exèrcit, per evitar un cop d'estat. D'altra banda, Xina, a la recerca d'aliats, va augmentar la seva ajuda a Tirana i va concloure el 1961 una aliança oficial.
Al principi circumspecte sobre l'acostament entre la Xina i els Estats Units (visita de Richard Nixon a la Xina el 1972), després sobre la mort de Mao i el final de facto dels maoistes a la Xina, Albània va provocar l'escissió sino-albanesa el 1978, quan Hoxha va fer costat al Vietnam en el seu conflicte amb la Xina i va rebutjar la nova teoria dels tres mons, defensada pel successor de Mao, Deng. Aquesta ruptura provoca la repatriació de tots els experts xinesos i provoca pertorbacions en l'economia.

### Malaltia i fi del regnat
Hoxha va patir un atac de cor l'any 1973 del qual mai no es recuperaria del tot. La seva salut es va tornar precària a finals dels anys setanta.
El desembre de 1981, es va enfonsar en la paranoia i va organitzar l'eliminació política i física del seu company més fidel, Mehmet Xexu, primer ministre des de 1954, perquè era contrari a la ruptura amb els nord-americans, els soviètics, els iugoslaus, els anglesos i els italians, que van posar el país en un aïllament total.
Entrega la majoria de les seves funcions a Ramiz Alia. En els seus darrers mesos, es va moure només en cadira de rodes i patia diabetis, que va començar a desenvolupar el 1948 i isquèmia cerebral de la qual patia des de 1983. El 9 d'abril, El 1985, va ser colpejat per una fibril·lació ventricular i va morir el matí de l'11 d'abril, als 76 anys.
Els albanesos estan avui dividits sobre el llegat del dictador: el 42% jutja favorablement el govern d'Enver Hoxha i el 45% el jutja negativament segons una enquesta realitzada el 2016 per l'OSCE.

## Premis
|  | Heroi del Poble (revocat el 1995) |
|  | Heroi del Treball Socialista      |
|  | Orde de Skanderbeg, 1a classe     |

|  | Medalla a la Valentia, 1a classe (Bulgaria, 1944) |
|  | Heroi del Poble (Iugoslàvia, 1946)                |
|  | Orde de Suvórov, 1a classe (URSS, 1948)           |
|  | Orde de Lenin (URSS)                              |